# Raoul (musketier)
Raoul (ook wel Raoul van Bragelonne) is een personage uit het boek De Vicomte van Bragelonne van de schrijver Alexandre Dumas père.
Hoewel Raoul het hoofdpersonage van het boek lijkt te zijn, komt hij er niet zoveel in voor. Hij is meer een spil in het verhaal en verschijnt als een soort leerling van D'Artagnan. Beide mannen moeten een doodstraf op twee van hun vrienden zien te verijdelen.
In het tweede deel - Louise de la Vallière (maakt ook deel uit van de bundel De burggraaf van Bragelonne) - heeft Raoul wel min of meer een hoofdrol. Raoul is een jeugdliefde van Louise de La Vallière en aan het hof van Lodewijk XIV bloeit hun liefde opnieuw op. Verder groeit Raoul naar grotere posities en macht. In het derde deel van De Man in het IJzeren Masker ontwikkelen zich nieuwe intriges aan het hof. Uiteindelijk begint Lodewijk XIV zelf een relatie met Louise en hij schept er plezier in om de twee geliefden uit elkaar te drijven. Hij stuurt Raoul dan naar Tunesië, waar deze tijdens een veldslag overlijdt.   

## Filmversies
In The Man in the Iron Mask (1998) is Raoul een zoon van Athos, een van de drie musketiers. Raoul krijgt aan het hof van de koning een relatie met hofdame Christine, maar wat later wil de koning haar alleen voor zichzelf. Daarom laat hij Raoul naar het oostfront sturen, om daar te vechten tegen de Russen. Raoul zal nooit meer huiswaarts keren.